# Odpust Świętego Piotra
Odpust Świętego Piotra – odpust ustanowiony w 1510 roku przez papieża Juliusza II bullą Liquet omnibus, z którego dochody miałyby pomóc w budowie Bazyliki świętego Piotra. W zamian za datek na ów cel każdy mógł otrzymać kilka odpustów zupełnych.